# Каели (залив)
Кае́ли, также Кайе́ли (индон. Kayeli) — морской залив в восточной части индонезийского острова Буру. Входит в акваторию пролива Манипа, отделяющего Буру от нескольких других Молуккских островов. Название залива совпадает с историческим названием местности в этой части острова, а также проживающей в ней народности.
Побережье залива стало главным опорным пунктом нидерландских колонизаторов во время освоения ими Буру в XVII—XVIII веках. В последующем здесь также происходили ключевые события в истории острова.

## Географическое положение

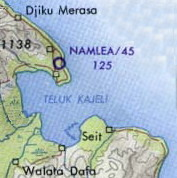
Карта залива

Залив Каели находится в северо-восточной части острова Буру, относящегося к Молуккским островам Малайского архипелага. Является частью акватории пролива Манипа, соединяющего моря Серам и Банда, который, в свою очередь, относится к акватории Тихого океана и отделяет Буру от расположенной к востоку от него группы островов, включающей Серам, Амбон, Манипа.
Залив имеет относительно ровную форму, близкую к овальной. С проливом Манипа соединён относительно узкой — около 8,3 км — горловиной, образованной двумя мысами — мысом Карба́у (индон. Tanjung Karbau) с северо-западной стороны и мысом Ваа́т (индон. Tanjung Waat) с юго-восточной. Вдаётся в сушу на глубину 8-12 км, протяжённость береговой линии около 50 км, максимальная ширина около 17 км. В центральной части своего побережья залив принимает воды реки А́по (индон. Apo) — главной водной артерии Буру, в месте впадения которой образован небольшой полуостров. Кроме того, в Каели впадает ещё несколько более мелких рек.
В административном плане побережье залива относится к территории округа (кабупа́тена) Буру, который входит в состав провинции Малуку. У входа в залив с северо-западной стороны расположен Намле́а — административный центр округа, самый крупный населённый пункт острова Буру. На берегу залива также находится несколько крупных поселений сельского типа. В целом побережье Каели представляют собой одну из наиболее густонаселённых зон острова.

## Природные условия

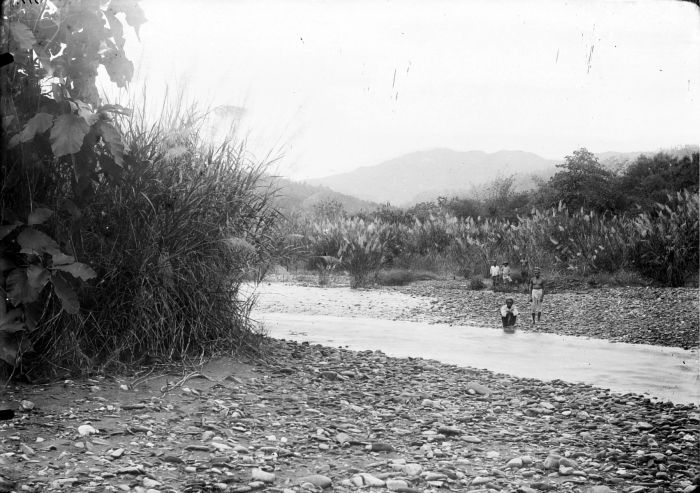
Устье Лумаити — одной из небольших рек, впадающих в залив Кайели

Природные условия Каели существенно отличаются от природных условий основной акватории пролива Манипа. Это связано, прежде всего, с тем, что впадающие сюда реки вызывают значительное опреснение воды и привносят в залив некоторые элементы речной экосистемы. За счёт обильных илистых наносов впадающих рек вода в заливе непрозрачна и имеет значительно более тёмный цвет, чем вода Манипы. Морские течения в заливе практически не ощущаются, однако непосредственно у устья реки Апо сохраняется заметное течение речной воды от берега со скоростью более 7 км/ч.

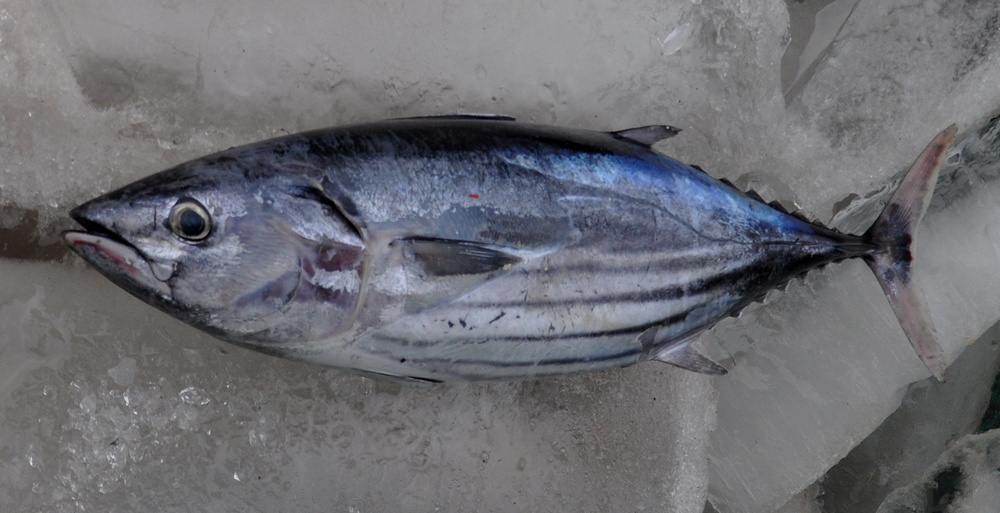
Полосатый тунец, один из основных объектов рыболовного промысла в заливе Каели

Берега залива в основном пологие. Вдоль реки Апу, постепенно сужаясь к центру острова, тянется одноимённая долина, в основном заросшая тропическими лесами, уникальная экосистема которых является предметом научных исследований, в том числе международных.
Воды у мангровых зарослей насыщены растительными продуктами, служащими кормовой базой для мелких пород рыб. Обилие последних, в свою очередь, привлекает в залив крупных океанических рыб, в частности, тунцов и барракуд. Благодаря этому акватория Каели традиционно является зоной интенсивного рыболовного промысла.
В условиях достаточно высокой сейсмической опасности Моллукских островов залив нередко становится зоной образования цунами. Последний такой случай имел место 14 марта 2006 года, когда цунами возникло в результате землетрясения на восточном шельфе острова, имевшего магнитуду 6,4 по шкале Рихтера.
С начала XXI века отмечается ухудшение экологической обстановки в заливе. В частности, зафиксированы случаи массового отравления рыбы в результате попадания в Каели химических веществ, используемого при добыче золота в верховьях рек, впадающих в залив.

## История

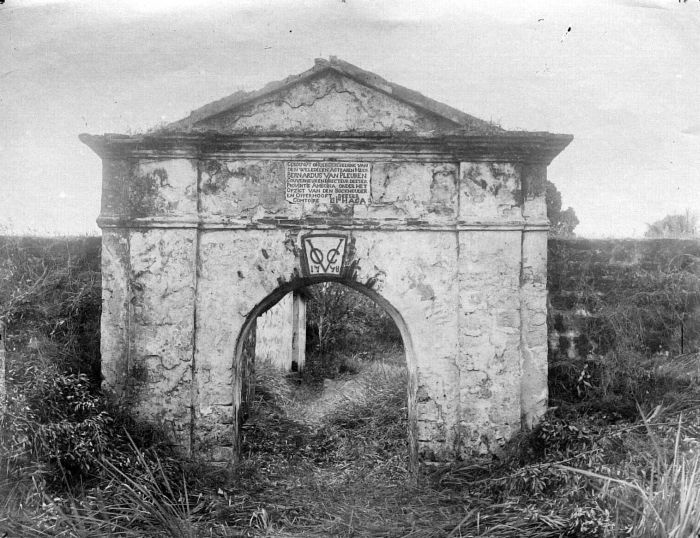
Остатки голландских крепостных укреплений на южном берегу Кайели

Побережье залива всегда играло важную роль с социально-экономической жизни острова. Именно оно стало главным опорным пунктом при освоении Буру голландскими колонизаторами, высадившимися здесь впервые в 1648 году. Построенный ими на южном берегу залива к 1658 году форт до середины XIX века фактически являлся административным центром острова. В поселения, строившиеся вокруг форта (одно из них получило название Каели), голландцами в принудительном порядке переселялись жители из других районов острова — в целях обеспечения рабочей силой создававшихся здесь гвоздичных плантаций и облегчения контроля над туземным населением. В результате произошедшего таким образом смешения представителей различных племён Буру на побережье залива Каели сложилась новая народность — каели, обладавшая собственным языком, который был утрачен к концу XX века.
В 1960-х—70-х годах на берегах залива высаживалась и в последующем размещалась в лагерях бо́льшая часть индонезийских политических заключённых, отбывавших в этот период наказание на острове Буру. В числе местных узников был крупнейший индонезийский прозаик Прамудья Ананта Тур, сочинивший в период заключения значительную часть своих произведений. Здесь же некоторая часть заключённых осела после освобождения: в рамках программы социальной адаптации каждому из них бесплатно предоставлялись жильё, участок пахотной земли и пара буйволов.